# Noura (rivière)
Pour les articles homonymes, voir Noura (homonymie).
La Noura est un des cours d'eau les plus importants du Kazakhstan. 

## Géographie
Elle prend sa source sur les pentes ouest des monts Kyzyltas et se jette dans le lac Tenguiz, après 978 kilomètres. C'est donc la rivière la plus longue du bassin de la Noura et du Sary-Sou. Son affluent le plus important est la Cheroubaï-Noura. La Noura gèle à partir de la fin du mois de novembre et dégèle début avril.
Elle coule d'abord en direction du nord-nord-ouest sur une centaine de kilomètres, puis se dirige vers l'ouest pendant 220 kilomètres, puis au sud-ouest pendant 180 kilomètres. Près d'Issen, la Noura se dirige vers le nord pendant 200 kilomètres puis vers le sud-ouest lorsqu'elle se trouve près d'Astana, près de l'Irtych. Son cours se poursuit vers le sud-ouest pendant 480 kilomètres, traversant plusieurs lacs avant de se jeter dans le Tenguiz.
Elle forme aussi le réservoir de Samarkand (82 km2), de 25 km sur 7 km, construit en 1941, près de Temirtaou. Il alimente Temirtaou et Karaganda.